# تشيس كليمنت
تشيس كليمنت (بالإنجليزية: Chase Clement)‏ هو لاعب كرة قدم أمريكية أمريكي، ولد في 11 يونيو 1986 في سان أنطونيو في الولايات المتحدة.

## روابط خارجية
- تشيس كليمنت على موقع كلية كرة القدم في سبورتس رفرنس.كوم (الإنجليزية)